# A sólyom dühe
A sólyom dühe (eredeti cím: Raven Hawk)  1996-os amerikai akció-thriller, amit Albert Pyun rendezett Kevin Elders forgatókönyvéből. A történet egy indiánlányról szól, aki bosszút akar állni szülei gyilkosain. A szereplők közt megtalálható Rachel McLish, John Enos III, Nicholas Guest, Vincent Klyn és Thom Mathews.
A filmet az Amerikai Egyesült Államokban az HBO adta le 1996. július 20-án. Magyarországon a Best Hollywood adta ki először VHS-en, majd később az RTL Klub is bemutatta, új szinkronnal.

## Cselekmény
A film főszereplője Rhyia, egy indiánlány, akinek gyermekkorában meggyilkolták szüleit, mert a helyi érdekek úgy kívánják. A gyilkosok ráadásul elérték, hogy Rhyia akaratán kívül tegye meg a végső, halálos szúrást. Évekkel később, felnőttként Rhyia felkerekedik, hogy megkeresse szülei gyilkosait és egyenként álljon rajtuk bosszút.

## Szereplők
| Színész           | Szerep              | Magyar hang       | Magyar hang          |
| Színész           | Szerep              | 1. szinkron       | 2. szinkron          |
| ----------------- | ------------------- | ----------------- | -------------------- |
| Rachel McLish     | Rhyia Shadowfeather | Kiss Erika        | Ősi Ildikó           |
| John Enos III     | Del Wilkes marsall  | Selmeczi Roland   | Szabó Sipos Barnabás |
| Ed Lauter         | Daggert seriff      | Barbinek Péter    | Szélyes Imre         |
| Matt Clark        | Ed Hudson           |                   | Uri István           |
| Michael Champion  | Gordon Fowler       | Papp János        | Maros Gábor          |
| Mitch Pileggi     | Carl Rikker         | Haás Vander Péter | Kőszegi Ákos         |
| Mitchell Ryan     | White               | Wohlmuth István   | Izsóf Vilmos         |
| Pato Hoffmann     | Rhyia apja          | Wohlmuth István   | Holl Nándor          |
| Nicholas Guest    | Larson              |                   | Damu Roland          |
| John de Lancie    | Stansfield          | Balázsi Gyula     | R. Kárpáti Péter     |
| Bill Bird         | Houser              |                   | Wohlmuth István      |
| Virginia Capers   | Dr. Helen Harris    |                   | Tóth Judit           |
| John Fleck        | Ed Kaplin           |                   | Juhász György        |
| Randy Hall        | Garfield            |                   | Koncz István         |
| Vincent Klyn      | Nyomkövető          | Szűcs Sándor      | Schmied Zoltán       |
| Michele Marsh     | Mrs. Wilkes         |                   | Szabó Éva            |
| Dick Warlock      | Dale Rice           | Kristóf Tibor     | Láng József          |
| Kimberly Guerrero | Rhyia anyja         | Orosz Helga       | Zakariás Éva         |
| Karina Ybarra     | Rhyia fiatalon      | Molnár Ilona      | Szőnyi Juli          |
| William Atherton  | Philip Thorne       | Forgács Péter     | Sörös Sándor         |